# صناعة البناء في إيران

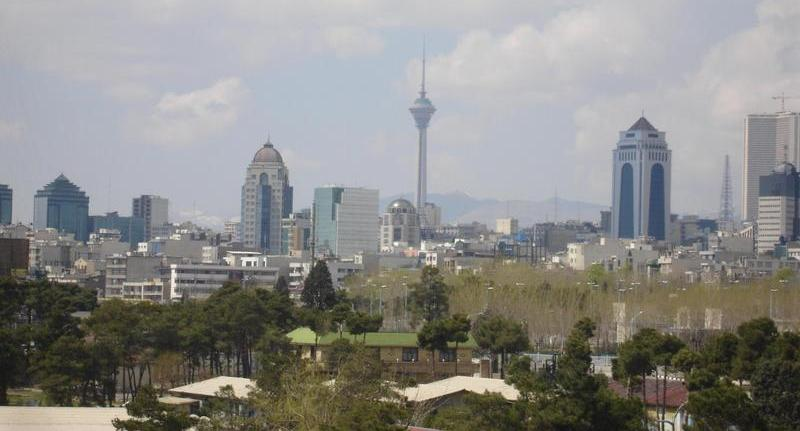
سبعون في المائة من الإيرانيين يمتلكون منازلهم وفقًا للبنك المركزي الإيراني.

تنقسم صناعة البناء في إيران إلى قسمين رئيسيين. الأول هو مشاريع البنية التحتية الحكومية، والتي تعتبر أساسية لصناعة الأسمنت . والثاني هو صناعة الإسكان . في السنوات الأخيرة، ازدهرت صناعة التشييد بسبب الزيادة في الاستثمار الوطني والدولي لدرجة أنها أصبحت الآن الأكبر في منطقة الشرق الأوسط . يشير البنك المركزي الإيراني إلى أن 70 في المائة من الإيرانيين يمتلكون منازل، مع دخول كميات هائلة من الأموال الخاملة إلى سوق الإسكان.
يبلغ حجم المبيعات السنوية في صناعة البناء في إيران 38.4 مليار دولار أمريكي. ساهم قطاع العقارات بنسبة 5٪ من الناتج المحلي الإجمالي في عام 2008. وتشير الإحصائيات من مارس 2004 إلى مارس 2005 إلى أن إجمالي عدد الأسر الإيرانية بلغ 15.1 مليون أسرة وإجمالي عدد الوحدات السكنية 13.5 مليون وحدة سكنية، مما يشير إلى طلب على 5.1 مليون وحدة سكنية على الأقل. في كل عام، هناك حاجة إلى 750.000 وحدة إضافية حيث يشرع الأزواج الشباب في الحياة الزوجية. في الوقت الحاضر، يتم بناء 2000 وحدة كل يوم على الرغم من أن هذا يحتاج إلى زيادة إلى 2740 وحدة. سيتوسع سوق البناء الإيراني إلى 154.4 مليار دولار في 2016 من 88.7 مليار دولار في 2013.

### مخطط الإسكان مهر

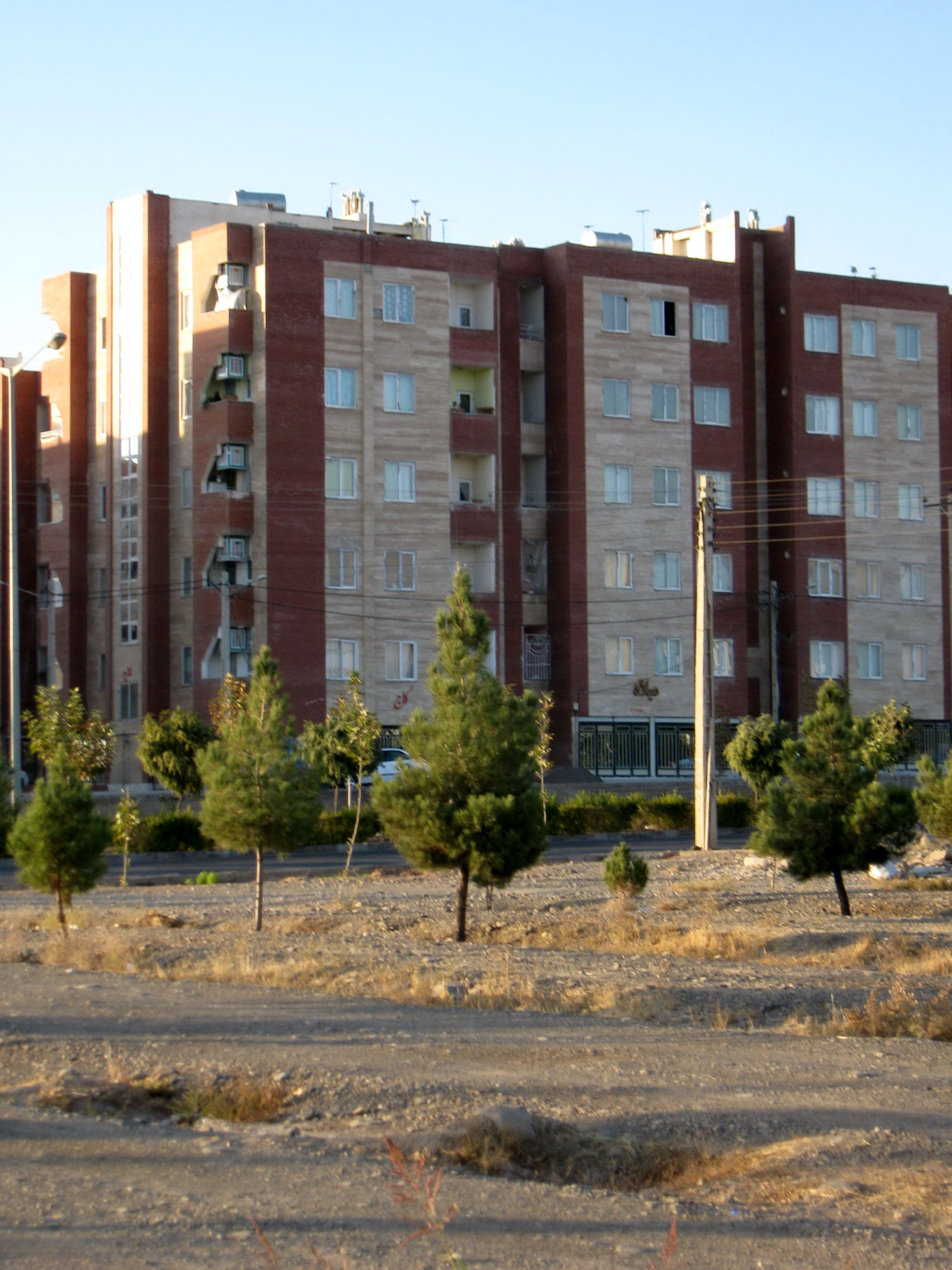
مشروع مهر للإسكان في إيران.

### تمويل الرهن

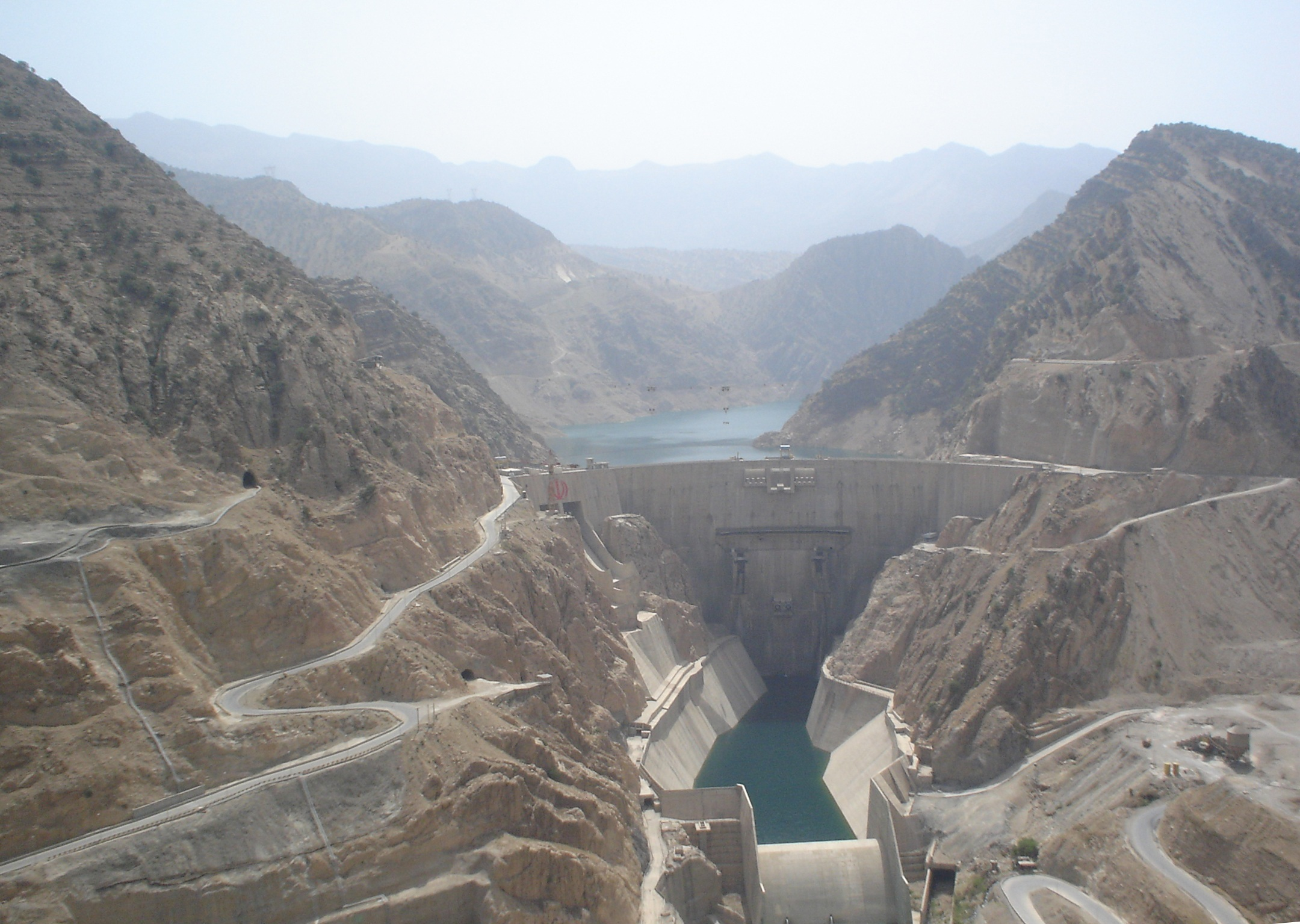
سد كارون 3. إيران من بين أكبر بناة السدود في العالم.

## روابط خارجية
- المراجعات السنوية - تقارير البنك المركزي الإيراني ، بما في ذلك إحصاءات حول قطاع البناء في إيران.
- وزارة الإسكان والتنمية الحضرية الإيرانية
- قائمة المشاريع المفتوحة للاستثمار الأجنبي المباشر في إيران (2010)
- وزارة الطرق والمواصلات
- منظمة تشجيع التجارة الإيرانية نسخة محفوظة 4 مارس 2010 على موقع واي باك مشين.
- شركة إيران الدولية للمعارض
- "Construction to Iran – Australian Trade". مؤرشف من الأصل في 2007-03-06. اطلع عليه بتاريخ 2007-02-09. (مع روابط وموارد مفيدة)
- صناعة مواد البناء في إيران - موسوعة إيرانيكا
- أحمدي نجاد يروي الحرب على الاحتيال في السكن (مقال صحفي )
- دليل الملكية العالمية نسخة محفوظة 19 أبريل 2010 على موقع واي باك مشين. - دخول إيران بمعلومات عن الضرائب والإحصاءات

تقارير خاصة
- تقرير البنية التحتية لإيران - 2011 (تقرير من 80 صفحة)
- سوق حجر البناء في إيران: تقرير الأعمال 2011   [ وصلة ميتة دائمة ][ وصلة ميتة دائمة ]
- Windows في إيران: الأبحاث والبيانات العالمية - 2011
- سوق الأنابيب والتجهيزات في إيران (2013)